# ぼくの妹
『ぼくの妹』（ぼくのいもうと）は、2009年4月19日から6月28日までTBS系列の『日曜劇場』枠（毎週日曜日21:00 - 21:54、JST）で放送された日本のテレビドラマ。主演はオダギリジョーと長澤まさみ。
キャッチコピーは「あなたの兄妹は、今、どうしてますか?」。

## 概要
幼い頃に両親を亡くした性格が正反対の兄妹が、あらゆる苦難に立ち向かう物語。
平均視聴率は日曜劇場枠としては初となる7%台となった。

## キャスト

### 江上家
江上 盟
演 - オダギリジョー〈若年期：深澤大河〉
颯の兄。天涯孤独の二人兄妹。
医師だった父が亡くなり、兄妹二人だけになり、叔母の家に引き取られる。
その後妹の支えによって、苦労しながらも医師となる。
基本的にボンヤリしており、状況に流されやすい。
江上 颯
演 - 長澤まさみ〈若年期：鎗田千裕〉
盟の妹。天涯孤独の二人兄妹。
兄に比べて頭も器量も悪く、型破りな性格と行動を繰り返している（お金儲けの才覚はある様子）。
里子が飛び降り自殺を図る前日、なぜか彼女に会っていた。

### 里子とその関係者
桐原 里子
演 - ともさかりえ
偶然に盟と知り合い、身体を重ねた女性。
盟に嘘をついて300万円を借りようとしたが、嘘がバレ、直後にビルから飛び降り自殺。
自殺の理由が不明だったため、それを中心にして物語は進行する。
九鬼 研次
演 - 千原ジュニア
桐原兄妹の幼馴染。里子の死の原因を盟と決め付け、盟に付きまとう。桐原兄の入院費用として借りた300万円が膨らみ、闇金融に1000万円近い借金があり、江上らに支払わせようと恐喝する。
櫻井 忠治
演 - 大滝秀治
里子の近所に住んでいる老人。研次とも顔なじみ。研次には「盟には付きまとわないように」と説得している。
実は九鬼姓（研次を捨てた実父だった）。

### 瀬川家
瀬川 欽也
演 - 田中哲司
颯と交際中の弁護士。妻子持ち。
妻とは別れ、颯と一緒になろうとしている。
瀬川 茂子
演 - 鈴木砂羽
瀬川の妻。

### 戸山医科大病院
大河原 龍三
演 - 若林豪
「戸山医科大学病院」理事長。
盟の腕を買っており、「ゆくゆくは病院の将来を担ってもらいたい」と願っている。
大河原 春奈
演 - 笹本玲奈
大河原の娘。
盟に対しては、並々ならぬ想いを寄せている。
半沢 康平
演 - 尾崎右宗
盟の同期。整形外科医。
九鬼の担当医。
小高 邦太郎
演 - 山田明郷
「戸山医科大病院」呼吸器外科教授。盟の上司。
塚本 信
演 - 佐戸井けん太
「戸山医科大病院」呼吸器外科准教授。
腕の良い盟を目の敵にしている。

### その他
英 機美
演 - 西原亜希
岡山の個人病院「川端医院」に勤務する看護師。
院長が病気で不在となり、盟に手助けを依頼するために上京する。
羽根田 武美
演 - 小木茂光
桐原里子転落事件の捜査している「池袋北署」刑事。

### ゲスト
第1話
守海 吾朗
演 - 河原さぶ
颯とトラブルになっていた「金星物産」社長。
裏の顔はヤクザの組長。
第3話
江上
演 - 遠山俊也
盟と颯の亡父。
第4話
剣持
演 - 六角精児
「池袋北署」刑事課長代理。
第7話
藤得
演 - 神尾佑
櫻井の主治医。
第8話
英 宗源
演 - 品川徹
櫻井の幼馴染。機美の父。
岡山の寺の住職。櫻井の遺骨を引き取った。
最終話
沖山
演 - 須永慶
箱根「錦館」の支配人。

## スタッフ
- 脚本 - 池端俊策（エンドクレジットでは“作”と表示）
- 音楽 - 河野伸
- 演出 - 金子文紀、清弘誠、加藤新、森嶋正也
- 制作プロデューサー - 八木康夫
- プロデューサー - 高橋正尚
- 製作著作 - TBS

## 主題歌
- いきものがかり「ふたり」（エピックレコードジャパン）

## 放送日程
| 各話                                                      | 放送日  | サブタイトル          | 演出     | 視聴率 |
| --------------------------------------------------------- | ------- | --------------------- | -------- | ------ |
| 第1話                                                     | 4月19日 | ただ一つの絆…僕が守る | 金子文紀 | 12.2%  |
| 第2話                                                     | 4月26日 | 犯人は妹…!!           | 金子文紀 | 09.0%  |
| 第3話                                                     | 5月03日 | 兄を守るウソ          | 加藤新   | 06.7%  |
| 第4話                                                     | 5月10日 | 真実の告白…           | 加藤新   | 07.3%  |
| 第5話                                                     | 5月17日 | 鬼に恋した妹          | 清弘誠   | 06.3%  |
| 第6話                                                     | 5月24日 | 届かぬ兄の声          | 金子文紀 | 07.1%  |
| 第7話                                                     | 5月31日 | 最後のケンカ          | 清弘誠   | 08.9%  |
| 第8話                                                     | 6月07日 | 涙の別れ…忘れないよ   | 森嶋正也 | 07.0%  |
| 第9話                                                     | 6月14日 | 告白…離れたくない!!   | 金子文紀 | 07.1%  |
| 第10話                                                    | 6月21日 | 手術開始…最期の闘い   | 清弘誠   | 07.4%  |
| 最終話                                                    | 6月28日 | さよなら…妹の結婚     | 金子文紀 | 07.9%  |
| 平均視聴率 7.9%（視聴率は関東地区・ビデオリサーチ社調べ） |         |                       |          |        |

- 初回視聴率は2009年4月スタートのTBSのドラマ（スマイル、ゴッドハンド輝、ハンチョウなど）では一番高かったものの、日曜劇場枠最低記録を更新、日曜劇場では初の7%台となった。